# Klätterskatta
Klätterskatta (Solanum wendlandii) är en art i familjen potatisväxter och förekommer naturligt från Mexiko och söderut till Colombia. Den odlas som krukväxt i Sverige.
Till skillnad från andra odlade, klättrande arter har klätterskattan tornar.

## Synonymer
- Solanum mazatenangense J.M.Coulter & Donn.Sm.
- Solanum tlacotalpense Sessé & Moc.
- Solanum unguis-cati Standley

### Webbkällor
- Solanaceae Source
- Wikimedia Commons har media som rör Klätterskatta.